# 1-ша армія (Японія)
1-а армія (яп. 【第一軍】) — загальновійськова армія Японської імперії, оперативне об'єднання Імператорської армії Японії у 1894–1895, 1904–1905 і 1937–1945 роках. Брала участь у японсько-цінській війні (1894–1895), японсько-російській війні (1904–1905), японсько-китайській і Другій світовій війнах (1937–1945).

## Дані
1894–1895 роки
- Сформована: 1 вересня 1894 року для участі в японсько-цінській війні.
- Підпорядкування: Генеральний штаб Збройних сил Японії
- Місце дислокації штабу: Корея.
- Розформована: 28 травня 1895 року після закінчення війни.

1904–1905 роки
- Сформована вдруге: 5 лютого 1904 року для участі в японсько-російській війні.
- Підпорядкування: Генеральний штаб Збройних сил Японії
- Місце дислокації штабу: Маньчжурія.
- Розформована вдруге: 9 грудня 1905 року після закінчення війни.

1937–1945 роки
- Сформована втретє: 31 серпня 1937 року для участі в японсько-китайській війні.
- Кодове ім'я армії — Оцу (【乙】, «друга»).
- Підпорядкування: Північнокитайський фронт
- Місце останньої дислокації штабу: місто Тайюань, провінція Шаньсі, Китай.
- Припинила існування: 30 вересня 1945 року після капітуляції Японії у Другій світовій війні.

## Участь у війнах і збройних конфліктах
- Японсько-цінська війна (1894–1895);
- Японсько-російська війна (1904–1905);
- Японсько-китайська війна (1937–1945) як складова Другої світової війни.